# Colegio Nacional de Iquitos
El Colegio Nacional de Iquitos (CNI) és un club peruà de futbol de la ciutat d'Iquitos.
El club va ser fundat el 20 de maig de 1926.

## Jugadors destacats
- Ramón Quiroga
- Ottorino Sartor